# Мавританія на літніх Олімпійських іграх 2020
Мавританію на літніх Олімпійських іграх 2020 представляли два спортсмени в одному виді спорту.